# Dołyna (obwód doniecki)
Dołyna (ukr. Долина) – wieś na Ukrainie, w obwodzie donieckim, w rejonie kramatorskim. W 2001 liczyła 557 mieszkańców.